# One Piece: Burning Blood
One Piece: Burning Blood (ワンピース バーニングブラッド?, Wan Pīsu: Bāningu Buraddo) è un videogioco picchiaduro sviluppato da Spike Chunsoft e pubblicato da Bandai per PlayStation 4, PlayStation Vita, Xbox One (è la prima volta che un gioco di One Piece viene pubblicato su console Xbox) e Microsoft Windows nel 2016, basato sul manga e anime One Piece. La versione per Windows è stata pubblicata il 2 settembre dello stesso anno attraverso la piattaforma Steam.

## Modalità di gioco
Il gioco è realizzato in animazione cel-shaded simile all'anime di One Piece e presenta un avanzato sistema di battaglia. È possibile fare combattimenti fino a un massimo di 3 personaggi per parte. La modalità storia del gioco è ambientata nell'arco di Marineford della storia originale, proponendo gli scontri in base ad episodi basati su taluni personaggi.
La Guerra suprema è suddivisa in 4 episodi, il cui ordine è Rufy, Barbabianca, Akainu e Ace.

## Personaggi utilizzabili
- Orso Bartholomew
- Bartolomeo
- Bentham (Mr. 2)
- Boa Hancock
- Kizaru (Borsalino) (Prima e dopo il salto temporale)
- Brook
- Bagy
- Crocodile
- Donquijote Doflamingo
- Drakul Mihawk
- Edward Newgate (Barbabianca)
- Emporio Ivankov
- Ener
- Eustass Kidd
- Franky
- Gekko Moria
- Issho (Fujitora)
- Jesus Burgess (Dopo il salto temporale)
- Jinbe
- Jozu
- Koala
- Kuzan (Aokiji) (Prima e dopo il salto temporale)
- Marco
- Marshall D. Teach (Barbanera)
- Monkey D. Rufy (Prima e dopo il salto temporale)
- Nami
- Nico Robin
- Perona (Prima del salto temporale)
- Portuguese D. Ace
- Roronoa Zoro
- Sabo
- Sakazuki (Akainu) (Prima e dopo il salto temporale)
- Sanji
- Sengoku
- Shanks
- Smoker
- TonyTony Chopper
- Trafalgar Law
- Usop
- X Drake

### Personaggi DLC
- Champion Rufy (bonus pre-ordine)
- Kung Fu Rufy (bonus pre-ordine)
- Rufy Gear Fourth (bonus pre-ordine)
- Golden Rufy (riscattabile dal sito del produttore)
- Ace Strong World (CHARACTER PACK, 8 giugno 2016) e (Wanted Pack, 1 settembre 2016)
- Shanks Strong World (CHARACTER PACK, 8 giugno 2016) e (Wanted Pack, 1 settembre 2016)
- Gild Tesoro (Wanted Pack 2, 1 settembre 2016)
- Rob Lucci (Wanted Pack 2, 1 settembre 2016)
- Monkey D. Garp (Wanted Pack 2, 1 settembre 2016)
- Caesar Clown (Wanted Pack 2, 1 settembre 2016)
- Platinum Rufy (Platinum Luffy) e (Gold Pack, 2 settembre 2016)